# Matej Vitov Đurđević
Matej Vitov Đurđević (Đorđić) (Dubrovnik, 1329. – Dubrovnik, 4. rujna 1400.) bio je hrvatski pomorski vojskovođa, državni dužnosnik, trgovac, diplomat i zapovjednik dubrovačke mornarice, plemić
U mladosti je bio u trgovačkoj mornarici. Plovio je i trgovao za inozemne trgovce diljem svijeta. Stekavši dostatnu glavnicu kojom je mogao kupiti vlastiti brod, nabavio ga je i vratio se u rodni grad. Radio je kao trgovac te trgovao u Valoni i Mlecima. Također je bio knez (1372., 1377., 1380.) i sudac (1367., 1378., 1380.) u Dubrovniku.
Zapovijedao je dubrovačkom mornaricom. U Boki kotorskoj plijenio je 1371. neprijateljske podanike Nikole Altomanovića. Bio je u diplomaciji, gdje je zastupao dubrovačke trgovce kod Đurđa Balšića. Iz mornarice prešao je u topništvo. Godine 1378. zapovijedao je topovima na dubrovačkim utvrdama. Kad je izbio rat Genove i ugarsko-hrvatskoga kralja Ludovika I. s jedne strane protiv Mletaka s druge (1378. – 81.), dubrovački zapadni posjedi bili su ugroženi, osobito Pelješac i Ston sa svojom solanom. Matej tad postaje stonskim knezom 1379. godine. Sljedeće godine opet je zapovjednik u mornarici i plijeni mletačke brodove na drugoj strani Jadrana, duž obala Apulije. Tih godina (1378., 1379.) bio je i u diplomaciji, u misijama u Tvrtka I. te hrvatsko-ugarskim kraljicama Elizabeti i Mariji (1383.).
Topnička znanja prenio je u mornaricu. Istakao se u upotrebi bombarda. Među prvima je uveo brodsko topništvo na dubrovačke brodove.
Za ratne zasluge Matej Đurđević i njegovi nasljednici dobili su genovsko plemstvo.